# Alexander Briant

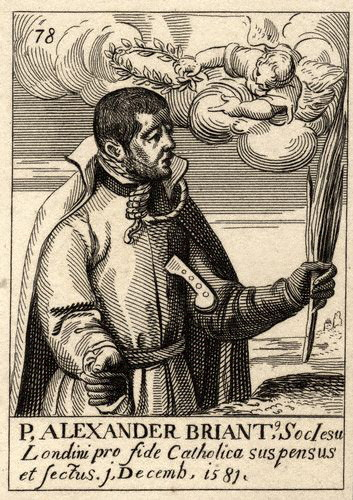
Alexander Briant

Alexander Briant (* um 1556 in Somerset; † 1. Dezember 1581 in Tyburn) war ein englischer Jesuit, Märtyrer und katholischer Heiliger.

## Leben
Von Alexander Briants Familie und Kindheit weiß man nicht mehr, als dass er möglicherweise aus dem Niederadel stammt, und um das Jahr 1556 herum in Somerset geboren wurde. 1576 bezog er die University of Oxford. Dort befreundete er sich mit Robert Parsons, und seinetwegen wechselte Briant zum Balliol College und nahm auch die katholische Konfession an. Weil Parsons jedoch wegen seines katholischen Glaubens bald die Universität verlassen musste, blieb Briant nur noch kurze Zeit in Oxford. Schließlich wechselte er 1577 ans Englische Kolleg, wie viele andere Katholiken, die an der University of Oxford studiert oder gelehrt hatten. Im März 1578 empfing er in Cambrai die Priesterweihe und wurde am 3. August 1579 nach Somerset zur Übernahme der Priesterstelle entsandt. Kurz drauf wechselte er nach London und traf dort Robert Parsons wieder, dessen Vater inzwischen auch zum Katholizismus übergetreten war.
Briant lebte im Haus von Parsons. Dieser veröffentlichte sehr umstrittene Werke und stand daher unter großer Gefahr; er verlegte unter anderem mehrmals die Druckerei. Die Schergen der Staatsmacht verfolgten ihn, doch er konnte fliehen. Im März 1581 drangen sie in sein Haus ein, in dem sich allerdings nur Briant befand. Dieser wurde gefangen genommen und in ein kleines Gefängnis in der Londoner Innenstadt inhaftiert. Immer wieder verhörte man ihn ob des Aufenthaltsortes Parsons sowie dessen Aktivitäten. Nachdem die Verhöre ergebnislos geblieben waren, wurde Briant in den Tower of London gebracht, wo er am 27. März zum ersten Mal unter Folter verhört wurde. Ab dem 6. April musste er acht Tage in einer unterirdischen Zelle verbringen. Die darauffolgenden Verhöre brachten erneut kein Ergebnis. Trotzdem wurde er des Hochverrates angeklagt und am 21. November 1581 zum Tode verurteilt.
Kurz vor seiner Hinrichtung verfasste er einen Brief an die Jesuiten. Er bat darin um die Aufnahme in den Orden und berichtete, dass er während der Folterungen kaum Leiden verspürte, da er an die Leiden Jesu Christi dachte. Schließlich wurde er in den Jesuitenorden aufgenommen. Zusammen mit Edmund Campion, der auch mit Parsons verbunden war, und Ralph Sherwin wurde Alexander Briant am 1. Dezember 1581 in Tyburn erhängt und anschließend exenteriert sowie gevierteilt.
1886 sprach Papst Leo XIII. Briant selig und im Jahr 1970 Papst Paul VI. heilig. Am 1. Dezember findet Briants Gedenktag statt. Somit gehört er den Vierzig Märtyrern von England und Wales an, die wegen Missachtung der Suprematsakte hingerichtet wurden. Der Gedenktag aller vierzig Märtyrer wird am 25. Oktober begangen.